# 砥部町
砥部町（とべちょう）は、愛媛県の中央に位置する町。伊予郡。
2005年（平成17年）に旧砥部町と広田村が合併して新たな砥部町が誕生した。
200年以上の歴史がある伝統工芸品「砥部焼」で知られる。松山と高知とを結ぶ国道33号が縦貫する交通の便と、変化に富んだ緑豊かな自然により松山市のベッドタウンとして宅地開発が進んでいる。「住んでも 訪ねても いきいき砥部」をキャッチフレーズとしていたが、新町になってからは公募による「清流とほたる 砥部焼とみかんの町」をキャッチフレーズとしている。砥部と言えば、「砥部焼の町」と知名度が高い。
アートの里プラン21や、ホップ・ステップとべといった町総合計画でもまちづくりを進めている。

## 地理

### 位置・地形
位置
愛媛県のほぼ中央、松山市の南に重信川を挟んで連接している。松山平野の南端に位置する。
南部は山が多く、北は松山平野の南端の一角を占める。南北に流れる砥部川沿いに国道33号が走り集落が開けている。砥部地域は全体がなだらかな丘陵地にある。松山市との北東の境の丘陵地にはとべ動物園、えひめこどもの城、県立総合運動公園などのレクリエーション施設が集中している。
広田地域は、上尾峠を越えた南側になる。
地形
- 山 : 障子山（伊予市との境）、行道山（同）、権現山（広田）
- 河川 : 重信川、砥部川（重信川の支流の一つ）

### 気候
北部は年間を通じて温暖なのに対し、南部の山間部では冬には15cm程度の積雪がみられることもある。その中間部は盆地的な気候である。

### 地名の由来
古来良質の砥石「伊予砥」を産し町内の一つ地区を砥山と称していたが、周辺の地域一帯を含めて砥部と呼ぶこととなった。

## 地域
大別して旧砥部町地域と旧広田村地域に分けられる。
旧砥部町地域
大南（おおみなみ）・岩谷口（いわやぐち）・外山（とやま）・北川毛（きたかわげ）・五本松（ごほんまつ）・大平（おおひら）・川登（かわのぼり）・万年（まんねん）　以上8つの大字が昭和30年に原町村と合併するまでの砥部である。
麻生（あそう）、宮内（みやうち）、千足（せんぞく）、川井（かわい）、七折（ななおれ）、大角蔵（おおかくら）　以上6つの大字が旧原町村に属していた。　
これに1958年（昭和33年）に伊予市からの境界変更により加わった大字鵜崎（うのさき）を合わせた15大字があった。
その後北部での市街化が進み、以下の9つの大字を加えた24大字が広田村合併前の大字である。
岩谷（いわや）、上原町（かみはらまち）、重光（しげみつ）、拾町（じっちょう）、高尾田（たこうだ）、田ノ浦（たのうら）、原町（はらまち）、三角（みょうか）、八倉（やくら）　の9大字
旧広田村地域
広田、高市、玉谷　
人口
人口増加が続いていたが、2005年（平成17年）には自然減に転じた。増加ペースでは同じく松山市のベッドタウンとして人口が増加している松前町をしのぐほどであったが、やはり四国でも屈指の人口密度を誇る松前町を越すことはできないでいる。ちなみに松前町の人口密度は砥部町よりはるかに高いが、松前町も2005年度（平成17年度）は人口が自然減に転じた。同年度で人口が増加したのは松山市だけである。以降は増加に転じており、広田地区が合併前と比べ10%以上人口が減り、寂れる一方で砥部地区は人口増加している。2010年度（平成22年度）は広田地区の人口減に伴い、人口約400人減となった。
| |                                        |  |
| 砥部町と全国の年齢別人口分布（2005年） | 砥部町の年齢・男女別人口分布（2005年） |  |
| ■紫色 ― 砥部町 ■緑色 ― 日本全国 | ■青色 ― 男性 ■赤色 ― 女性              |  |
| 砥部町（に相当する地域）の人口の推移 \| 1970年（昭和45年） \| 13,831人 \| \| \| 1975年（昭和50年） \| 15,365人 \| \| \| 1980年（昭和55年） \| 17,958人 \| \| \| 1985年（昭和60年） \| 19,339人 \| \| \| 1990年（平成2年） \| 20,802人 \| \| \| 1995年（平成7年） \| 21,705人 \| \| \| 2000年（平成12年） \| 22,075人 \| \| \| 2005年（平成17年） \| 22,424人 \| \| \| 2010年（平成22年） \| 21,981人 \| \| \| 2015年（平成27年） \| 21,239人 \| \| \| 2020年（令和2年） \| 20,480人 \| \| |                                        |  |
| 総務省統計局 国勢調査より |                                        |  |
| 1970年（昭和45年） | 13,831人                               |  |
| 1975年（昭和50年） | 15,365人                               |  |
| 1980年（昭和55年） | 17,958人                               |  |
| 1985年（昭和60年） | 19,339人                               |  |
| 1990年（平成2年） | 20,802人                               |  |
| 1995年（平成7年） | 21,705人                               |  |
| 2000年（平成12年） | 22,075人                               |  |
| 2005年（平成17年） | 22,424人                               |  |
| 2010年（平成22年） | 21,981人                               |  |
| 2015年（平成27年） | 21,239人                               |  |
| 2020年（令和2年） | 20,480人                               |  |

## 歴史
※旧広田村時代の同地域の歴史については広田村の記事を参照。
古代
- 6世紀初め頃 原町地域に点在する群集古墳の代表的なものに大下田古墳があり、この頃から政治・経済・文化が進んでいたことがうかがえる。
- 747年（天平19年） 法隆寺文書に砥部荘の名が見られる。
- 760年（天平宝字4年） 正倉院文書に伊予砥3顆が課せられたとある。
- 延喜式に伊予砥5顆が納められたとある。

伊予砥は当町外山産の砥石をさすものと考えられる。
中世
- 河野氏の支配下に属したが、後期には長宗我部氏の進攻を受けた。

近世
- 江戸時代 初期は加藤嘉明の松山藩に属した。
- 1635年（寛永12年）8月 松山藩と大洲藩との替地により大洲藩の所領となる。
- 砥部焼が振興される。
- 新谷藩の成立により大南・岩谷口・大平・下麻生が新谷藩の所領となった。

近代
- 1889年（明治22年） 町村制施行にともない下浮穴郡砥部村、原町村、広田村が成立。
  - 砥部村 - 外山村、北川毛村、五本松村、大南村、岩谷口村、大平村、川登村、万年村が合併
  - 原町村 - 麻生村、宮内村、千足村、川井村、七折村、大角蔵村が合併
  - 広田村 - 多居谷村、猿谷村、総津村、中野川村、高市村、玉谷村、満穂村、栗田村が合併（旧栗田村地区は1929年（昭和4年）、中山町へ編入）
- 1897年（明治30年）  3村とも下浮穴郡より伊予郡に郡域変更。
- 1928年（昭和3年）  砥部村が町制をしき砥部町となる。
- 1955年（昭和30年）3月31日 砥部町と原町村が合併し砥部町となる。
  - 以上、砥部町（旧）「砥部町のすがた」ほかによる

新町後
- 2005年（平成17年）1月1日 （旧）砥部町、広田村が合併し、新しい砥部町となった。

## 行政
- 本庁 砥部町庁舎（宮内）- 旧砥部町庁舎
  - 旧町時代に、原町連絡所（原町）、大南連絡所（大南、伝統産業会館内）は、広田村と合併したのち、廃止された。原町連絡所は、旧国道33号線「原町支所前交差点」として交差点として残っている。
- 支所 広田支所 （総津）- 旧広田村庁舎  老朽化のため、庁舎新築。2010年（平成22年）4月から広田交流センター内に設置

### 町長
旧砥部町
- 初代 梅野 鶴一
- 第2代 佐川 義一
- 第3代 織田 謙一
- 第4代 松崎明
- 第5代 大内 茂
- 第6代 高市昭次
- 第7代 中村剛志

新砥部町
- 職務執行者 三好晃二 （旧広田村村長）
- 初代 中村剛志（なかむら つよし、2005年から）旧・砥部町長
- 第2代 佐川秀紀（さがわ ひでき、元副町長）

### 平成の市町村合併
伊予市・伊予郡全体での合併を旧・伊予市等は望んだが、幹線道路が砥部町・広田村は国道33号、国道379号、伊予市他は国道56号と異にしており、早い段階で伊予市・伊予郡全体での合併構想から離脱し1町1村での合併の道を選んだ。
旧広田村は圧倒的に人口が少なく、国道でつながった旧・砥部町について行く以外にない立場であった。広田村から西隣の旧・中山町に行くには、車の離合もスムーズに出来かねる峠道を行く人があるなど、相互交流という面でも難がある状況であった。
当初、前町長が旧広田村との合併を提唱したのに対して町民からは松山市との合併を望む声が高く、町民からのリコール、現町長との選挙により前町長は落選したが、その後の町民への合併希望では旧広田村との合併を望む声が一番高くなり、松山市との合併はならなかった。
合併の形式は新設合併ではあるが、実質的には旧・砥部町による旧・広田村の吸収合併であり、合併協議自体はスムーズに運んだ。
近隣の東温市（旧重信町・川内町）と同様に、旧砥部町は隣市町から移り住んできた人と元々住んでいる人が半々であり、合併の議論のときにも新住民は松山市、旧住民は旧広田村というように分かれ町を二分した。

### 機関
国の機関
- 松山地方法務局砥部出張所（原町）

県の機関
- 愛媛県窯業試験場（五本松）
- 愛媛県動物園協会（上原町）

## 経済
砥部町は松山市のベッドタウンであり、表面的な産業の立地状況以上に経済力がある。松山圏の一部でもある。
伝統的特産品として砥部焼が知られている。
農業（かんきつ類、梅）
1960年（昭和35年）ころまではウンシュウミカンと柿とが主要な作物であったが、ミカンブームが起きて開墾や水田からの転作など栽培条件の恵まれない地域においても改植が広く行なわれた。その結果、昭和40年代なかばにピークに達しウンシュウミカンだけで1100ヘクタールで栽培されていた。しかしながら全国的な生産過剰によりミカン価格は暴落し、イヨカンやネーブルオレンジ等への樹種転換も行われたが厳しい状況が続き、2000年（平成12年）現在で樹園地は652ヘクタールと半減している。
梅は七折地区のものが知られている。
林業
広田地域では昭和30年代まで林業が盛んであり、木を切れば嫁入り支度ができるとすらいわれた時期もあったが木材価格の低迷に加え豪雪による被害などが重なり、林家の意欲も減退し今日では細々と副業的に営んでいる。
製造業
　製造品等出荷額（従業員4名以上の事業所）は2017年現在で159億円で、上位を食料品、電気機械が占めている。松山市に接し、南予方面、西条方面への交通の便にも恵まれているうえ、松山市内に比べると地価も低いことから北部地域ではパン、電気機械、農業機械等の工場や物流センター等が立地している。
　砥部焼の産地としても知られ、町内には80以上の窯元がある。町では若手育成支援を行っている。

### 本社を置く主要企業
- 四国シキシマパン
- スパイス王国本社
- 摂陽明正

### 工場･事業所を置く主要企業
- 井関農機　砥部事業所
- タカキベーカリー　松山工場･四国営業部
- タケチ　砥部工場
- ニッシン・グルメビーフ　砥部工場

### 支店･営業所を置く主要企業
- 金融機関
  - 伊予銀行砥部支店（大南）
  - 愛媛銀行砥部支店（宮内）
  - 愛媛信用金庫砥部支店（高尾田）、とべ中央支店（宮内）
  - JAえひめ中央支所（麻生、宮内、砥部）主張所 （広田）
- その他
  - Aコープ西日本　愛媛エリア事務所
  - 佐川急便　松山営業所
  - 山崎製パン　愛媛営業所
  - 四電工　松山営業所

## 教育
大学
- 愛媛県立医療技術大学

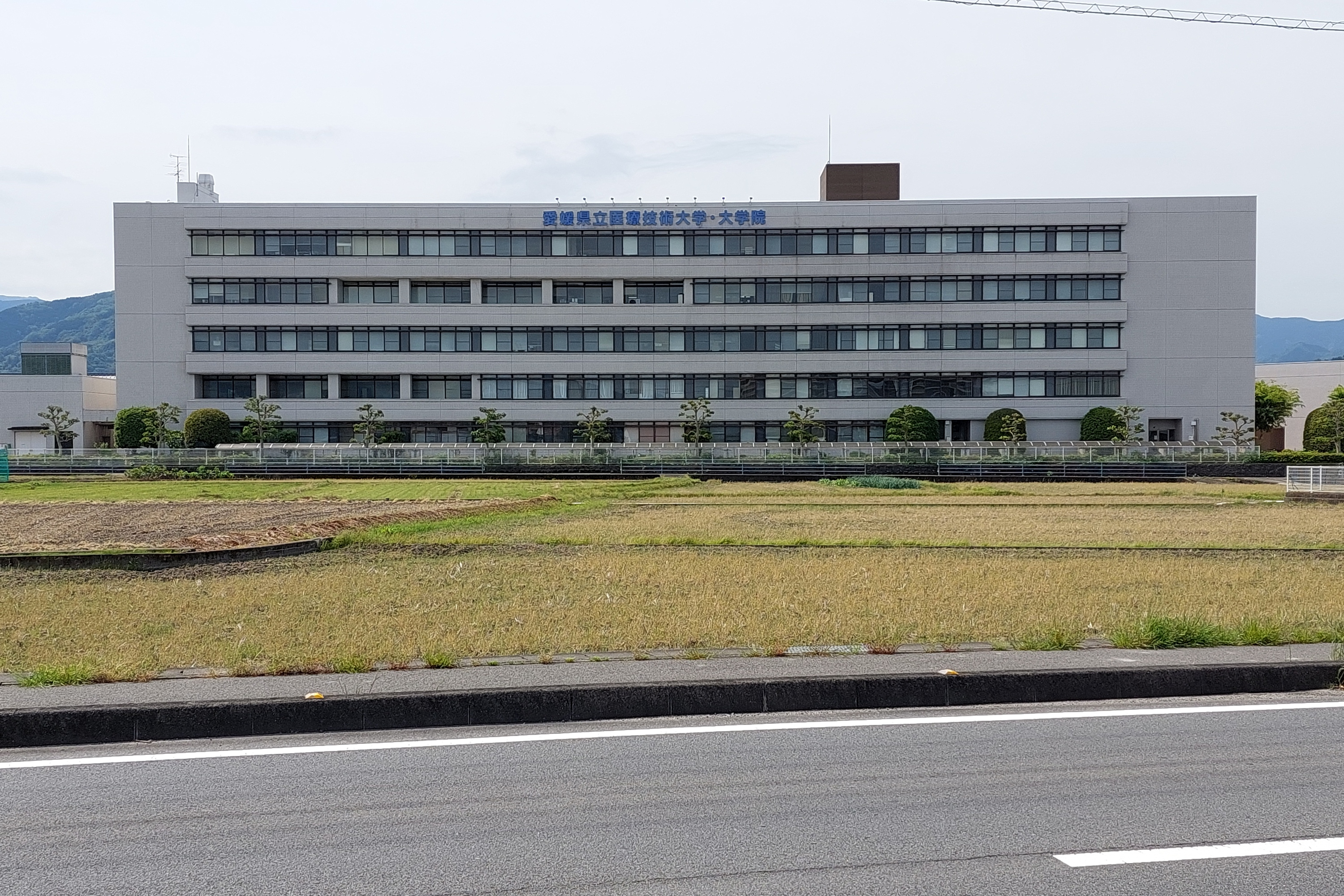
愛媛県立医療技術大学

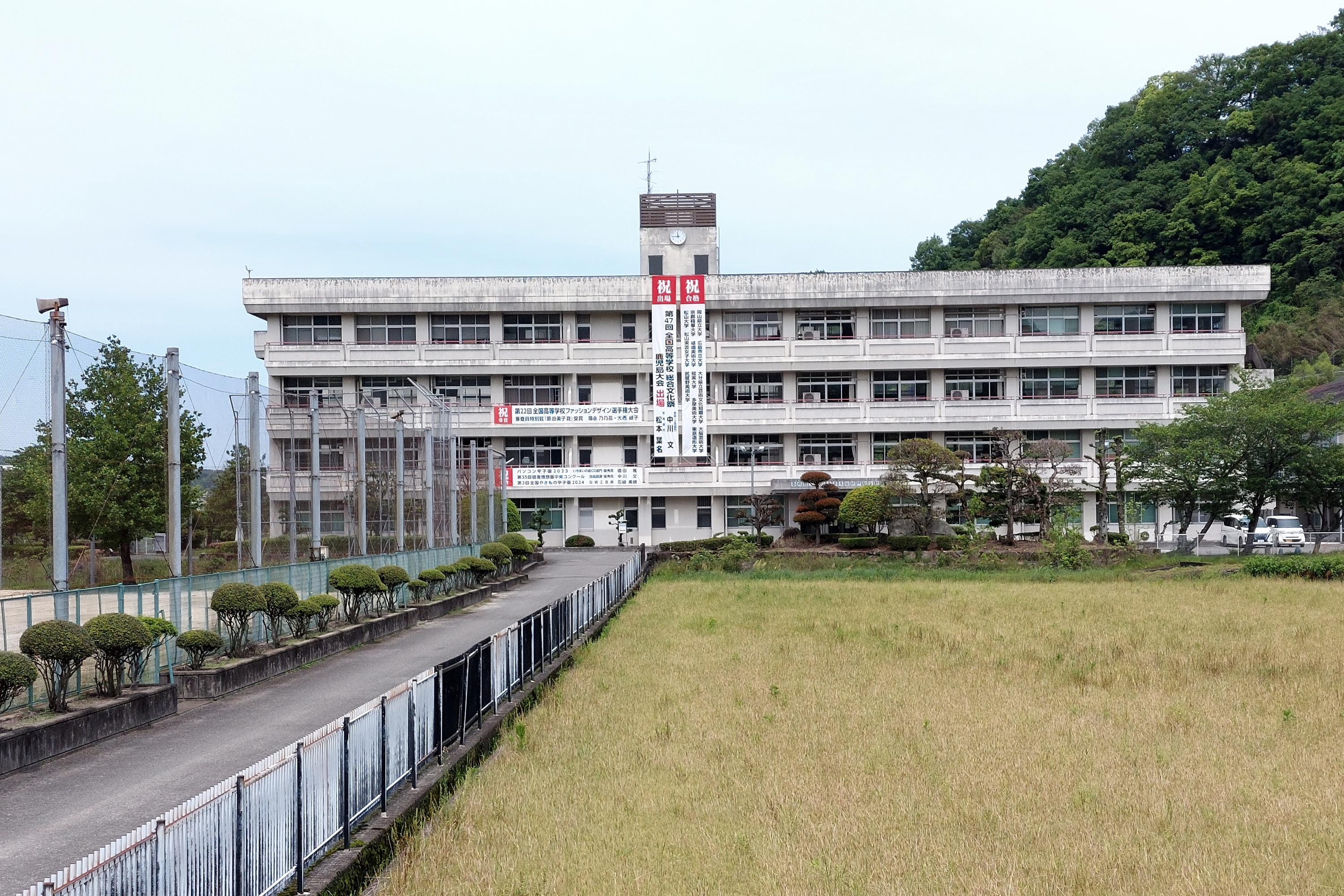
松山南高砥部分校

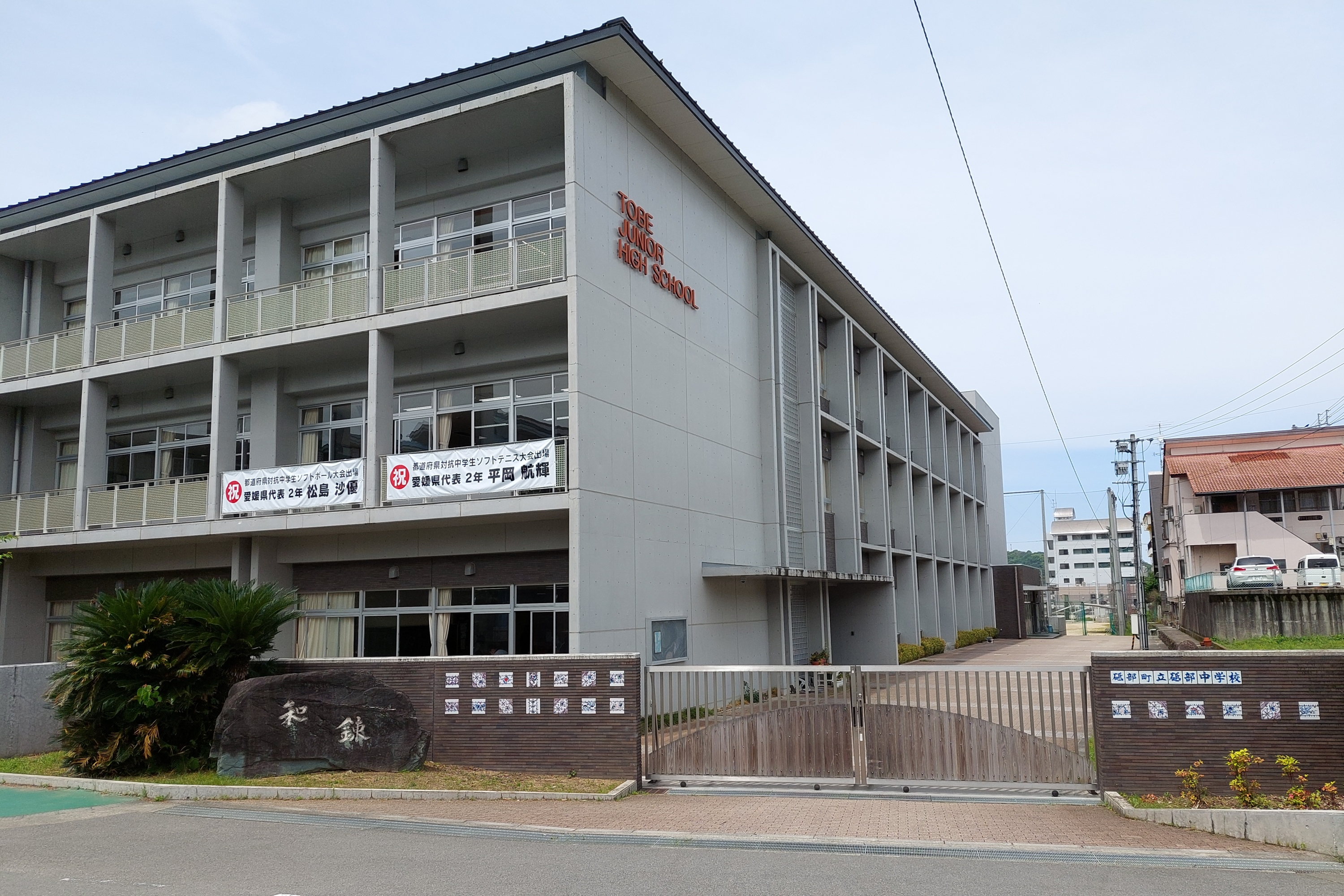
砥部中学校

- 旧愛媛県立医療技術短期大学（2006年度廃止）

専門学校
- 愛媛県立歯科技術専門学校 （2009年度廃止）

高等学校
- 愛媛県立松山南高等学校砥部分校 : アートの里にふさわしい県下唯一のデザイン科がある。

### 小中学校
小学校区
- 旧砥部町 麻生地区、宮内地区、砥部地区
- 旧広田村 広田地区、高市地区、玉谷地区

中学校
- 砥部町立砥部中学校‐広田中との統合後、老朽化のため、2013年01月新校舎完成。
- 砥部町立広田中学校‐2009年（平成21年）3月31日廃校、同年4月砥部中と統合。マイクロバスにて通学。

小学校
- 砥部町立麻生小学校
- 砥部町立宮内小学校
- 砥部町立砥部小学校
- 砥部町立玉谷小学校（複式学級・へき地指定）2016年度閉校
- 砥部町立広田小学校（複式学級・へき地指定）2017年度玉谷小学校、高市小学校と統合
- 砥部町立高市小学校（複式学級・へき地指定）2016年度閉校

山村留学
- 砥部町山村留学センター（砥部町立高市小学校隣接）2017年度からマイクロバスにて広田小学校へ通学

高市地区の過疎化が進む中、全国から小学生を受け入れ地区の人が世話をする。自然が多く様々な体験ができ、山村留学が全国でも成功した例であり視察に訪れる。

## 交通
松山市と結ぶ交通の確保に注力してきているが、国道33号の松山市内の区間が慢性的に渋滞しているため、鉄道やLRT等の導入構想が何度か民間団体等により発表されたが、実現に至るまでの膨大な資金の確保の目途が立たないため、いずれも構想倒れに終わっている。なお、かつては重信川を挟んだ松山市の森松町まで鉄道があった（伊予鉄道森松線）ことから、鉄道系の交通網の復活が望まれている。

### 鉄道
砥部町内に鉄道は通っておらず、最寄り駅は伊予鉄道の松山市駅あるいはいよ立花駅。後述の路線バスは松山市駅を始発とし、いよ立花駅を経て砥部町内に向かう。

### バス

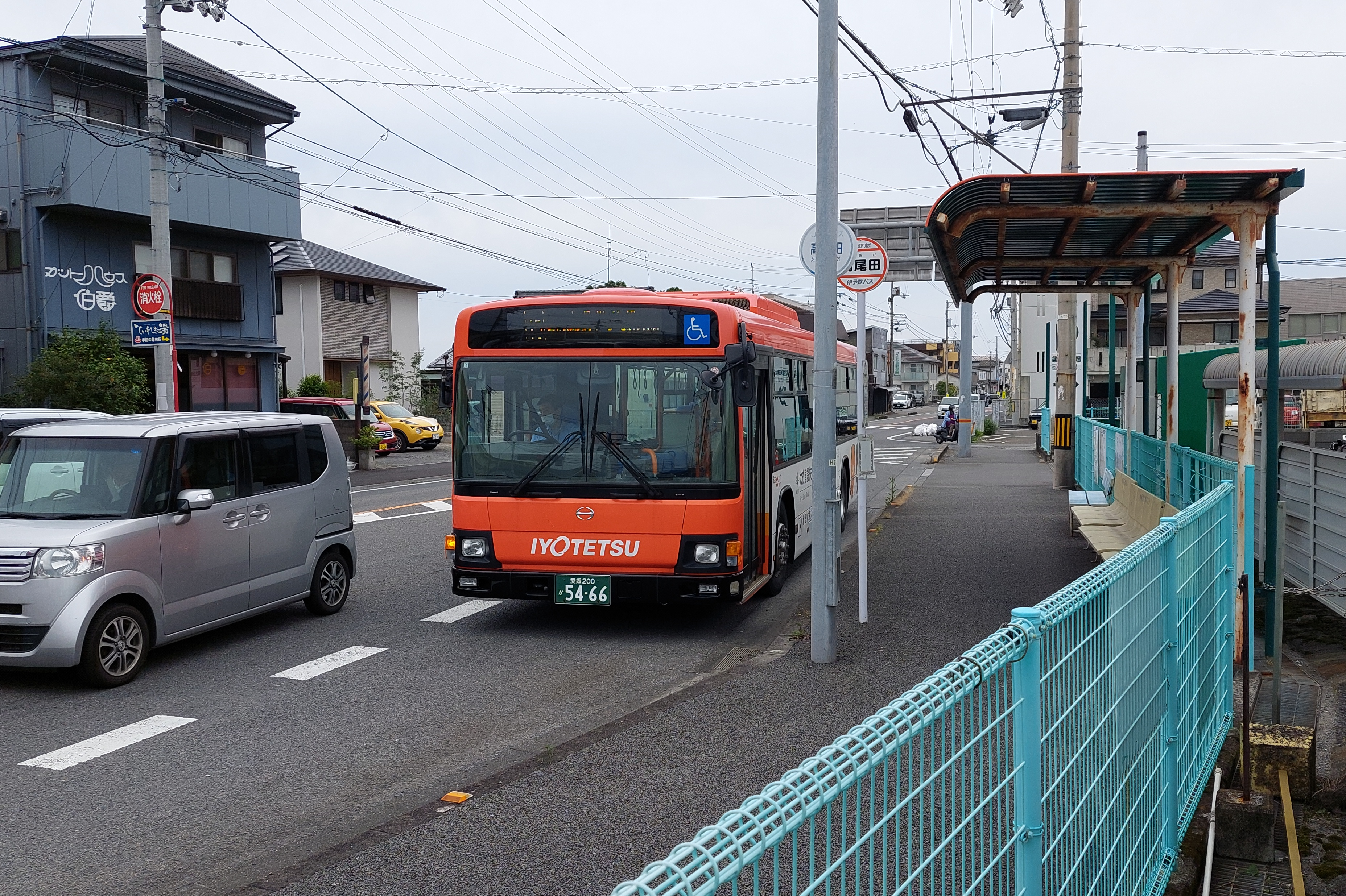
砥部町内の公共交通の中軸を担う伊予鉄バス

伊予鉄バスにより、砥部地域の砥部焼伝統産業会館・とべ動物園までそれぞれ日中30分間隔でバスの運行が行われている。愛媛県総合運動公園で大規模なイベントが開催される場合は松山市内まで臨時バスが運行されることもある。
広田地域へは合併時点では一日2本のみの運行だったが、2010年3月限りで廃止され2017年現在は公共交通は存在しない。予め申請した住民に限り、スクールバスに乗せてもらう形で町の中心部と行き来することができる。

#### 現有路線
- 松山市駅 - 千舟町・大街道 - いよ立花駅 - 椿前 - 森松 - 総合運動公園口 - 宮内 - 向南台 - 砥部焼伝統産業会館・断層口・大岩橋（伊予鉄バス）
- 松山市駅 - 千舟町・大街道 - いよ立花駅 - 椿前 - 森松  - 総合運動公園口 - とべ動物園・えひめこどもの城（同上）
- JR松山駅 - 大街道 - いよ立花駅 - 砥部 - 久万高原町（JR四国バス）

### 道路

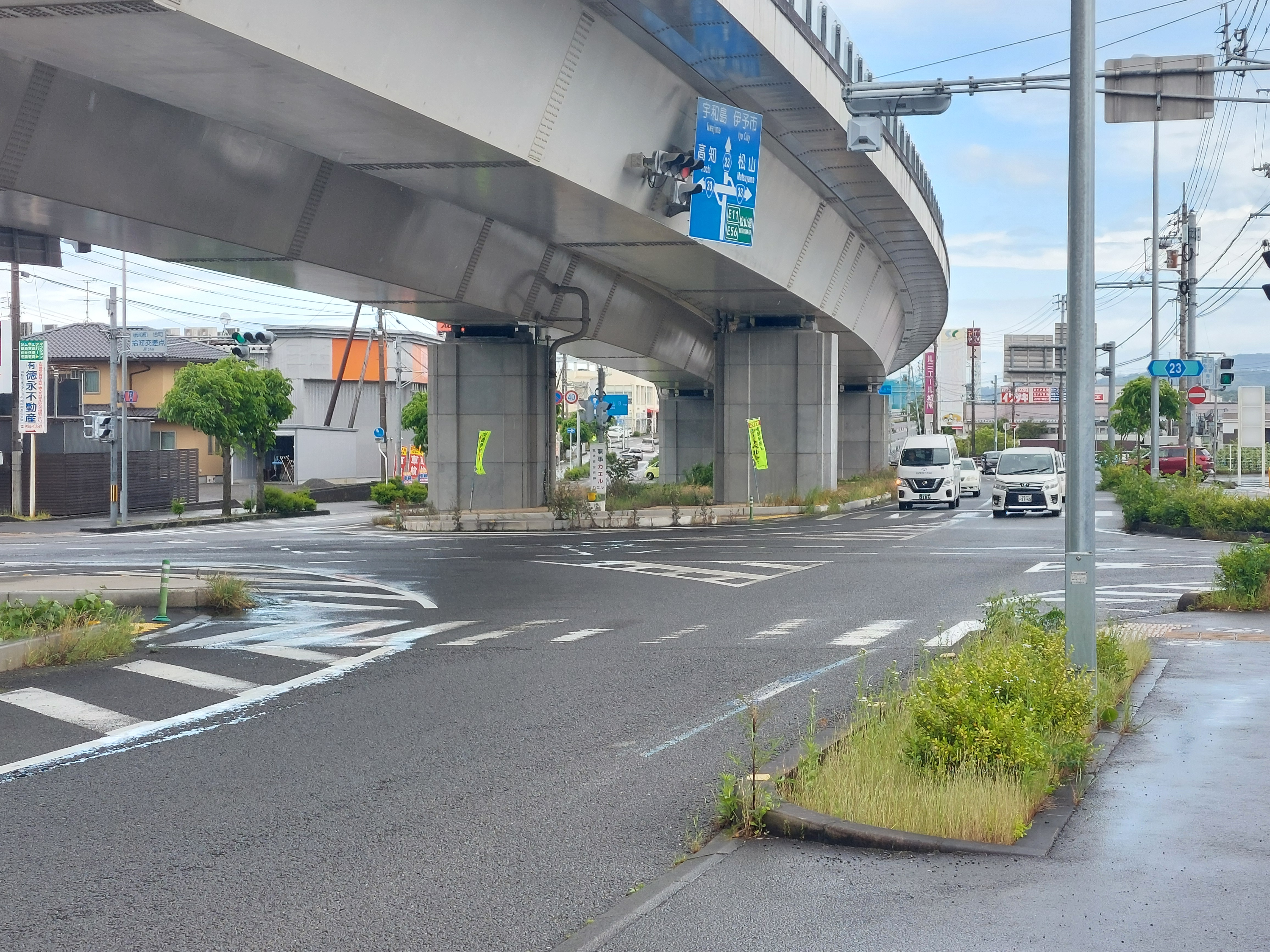
拾町交差点

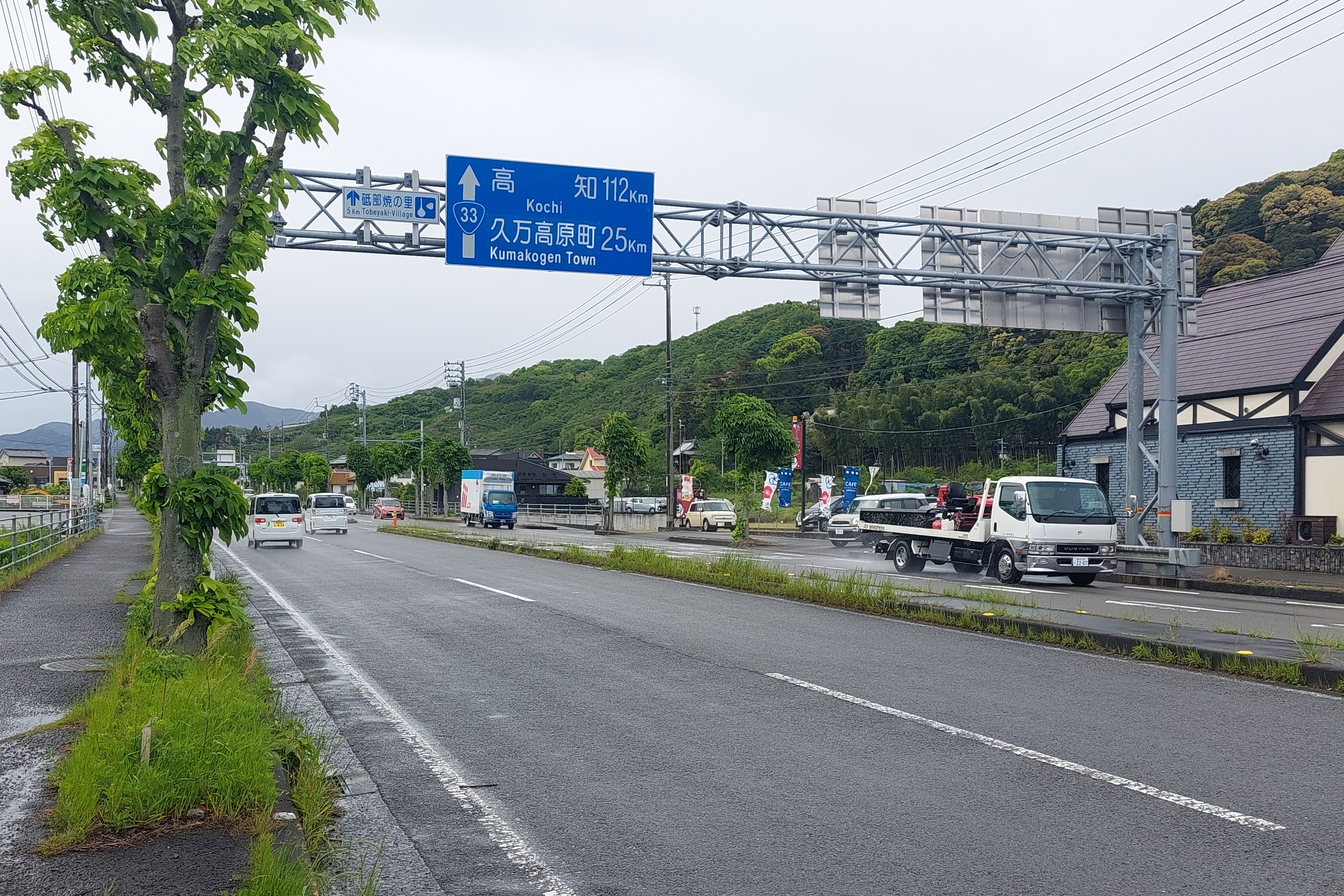
国道33号（砥部町麻生）

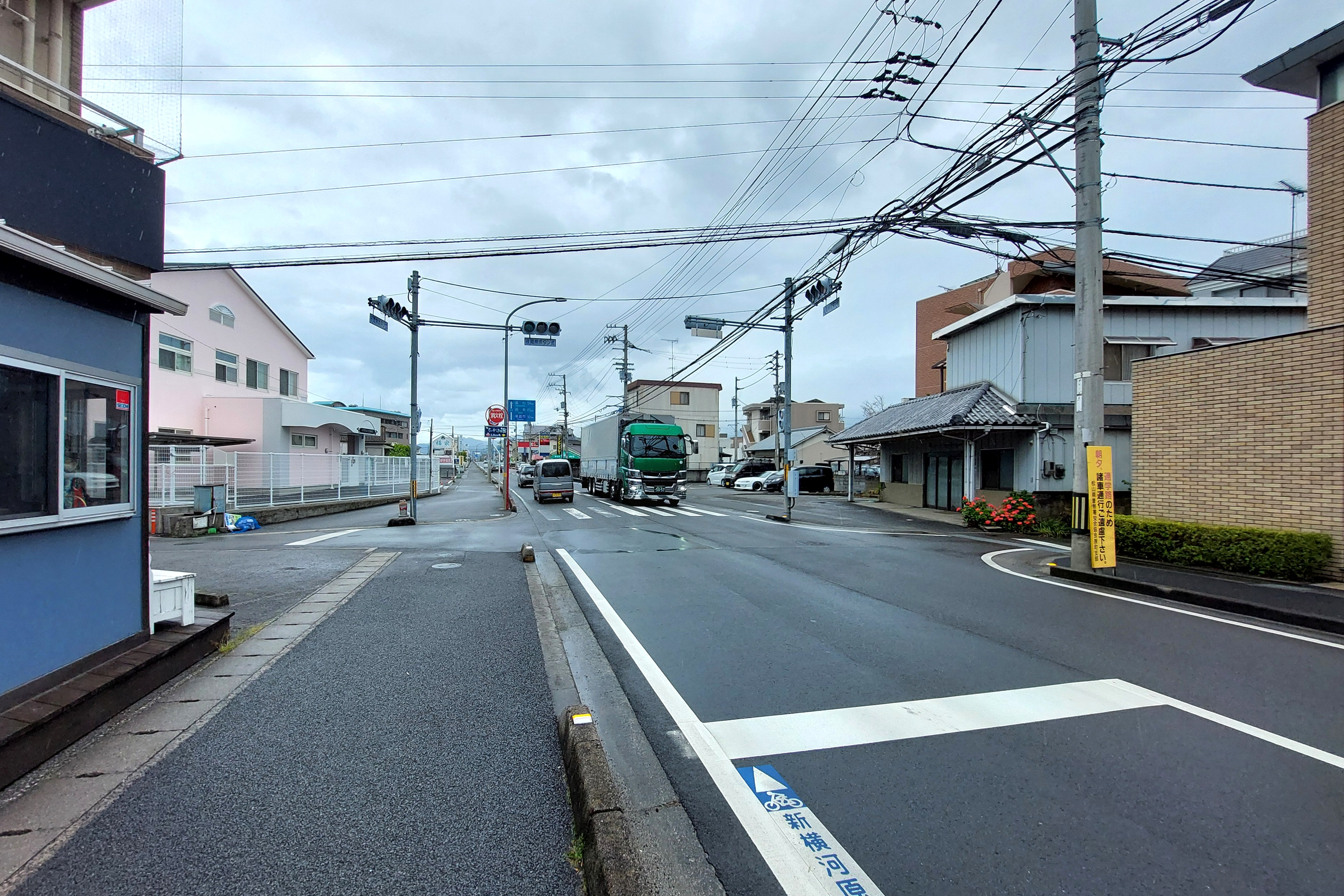
県道23号（砥部町高尾田）

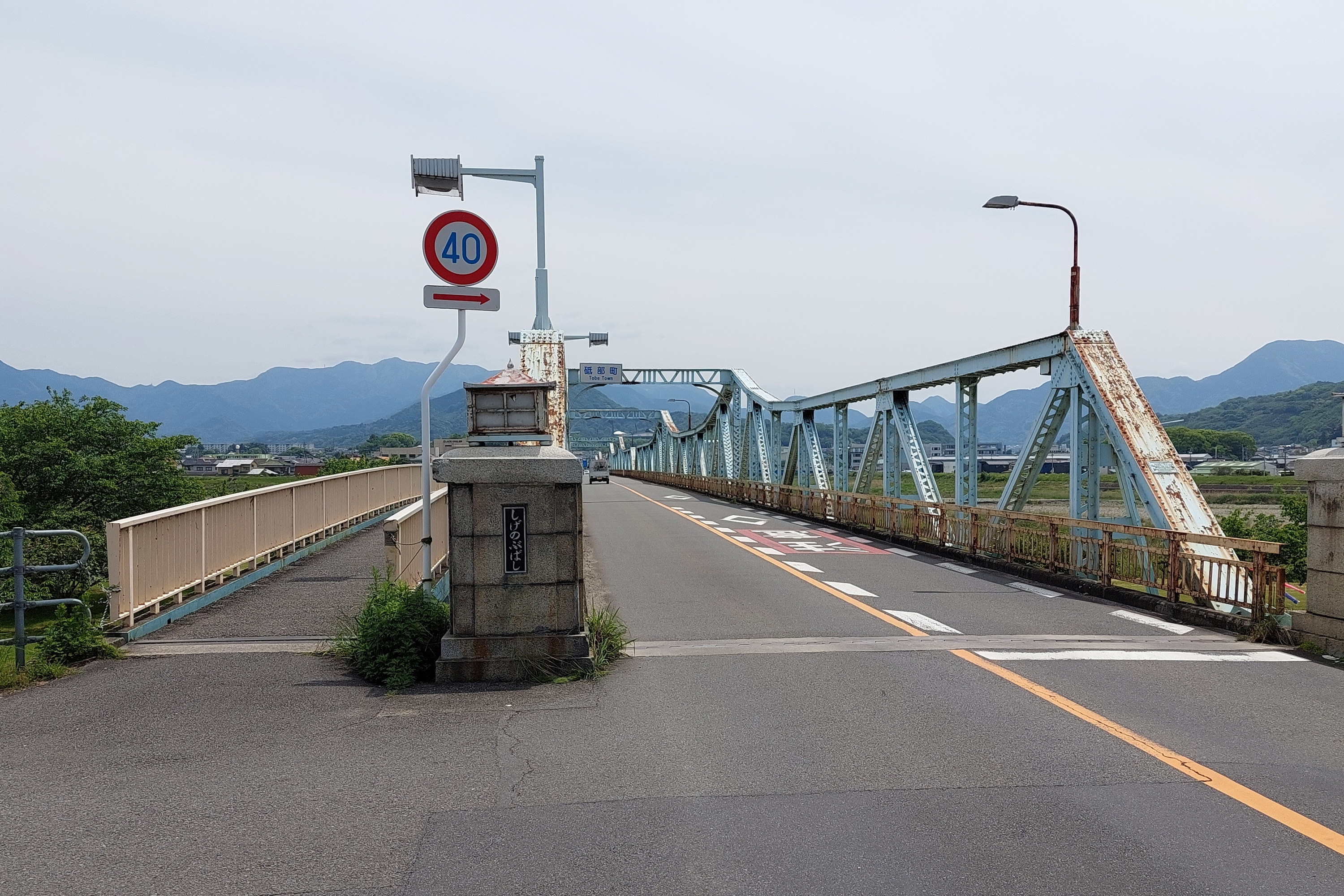
重信橋（県道194号）

1980年（昭和55年）の総体を控え、国道33号バイパスの整備が行われるなど松山市と結ぶ道路の整備が進んだ。その後、自動車の増加などにより国道33号と県道23号伊予川内線との拾町（じっちょう）交差点の朝夕の渋滞が激しいため立体交差工事（国道を高架化）が進められており、2006年（平成18年）3月22日に片側暫定供用を開始した。2007年（平成19年）供用を開始。
国道33号から町内で分離（正式には重複区間あり）する国道379号は、砥部地域と広田地域とを結ぶ唯一の幹線道路であるが旧町村境の上尾峠北斜面の区間が狭隘であり、2006年（平成18年）現在、愛媛県により整備が進められており光景は一変しつつある。なお、同国道の旧・広田村内はほぼ高速道路並みに整備されている。旧・小田町側についてもかつては狭隘であったが、ほぼ2車線で整備されており上尾峠北斜面の不備ぶりがよけいに目立つ状況となっている。

#### 高速道路
砥部町内には松山自動車道が通っているものの、インターチェンジ(IC) はない。
最寄のIC：松山自動車道 13 松山IC（国道33号沿い）

#### 一般国道
- 国道33号
- 国道379号

#### 主要地方道
- 愛媛県道23号伊予川内線
- 愛媛県道42号久万中山線
- 愛媛県道53号大平砥部線

#### 一般県道
- 愛媛県道194号久谷森松停車場線
- 愛媛県道219号砥部伊予松山線
- 愛媛県道220号上尾峠久万線
- 愛媛県道221号広田双海線
- 愛媛県道223号中山砥部線
- 愛媛県道335号松山川内自転車道線

#### 道の駅
- ひろた（国道379号）

## 名所・旧跡・観光スポット・祭事・催事
- 隣接する松山、東温両市と本町が共同で観光連携協定を結び、松山城、道後温泉、坊っちゃん劇場、砥部焼といった観光資源を全国にPRするために提案された。過去に伊予市、松前町、旧中山町、旧双海町を含めた同様の観光協定が結ばれたが、破談に終わった。

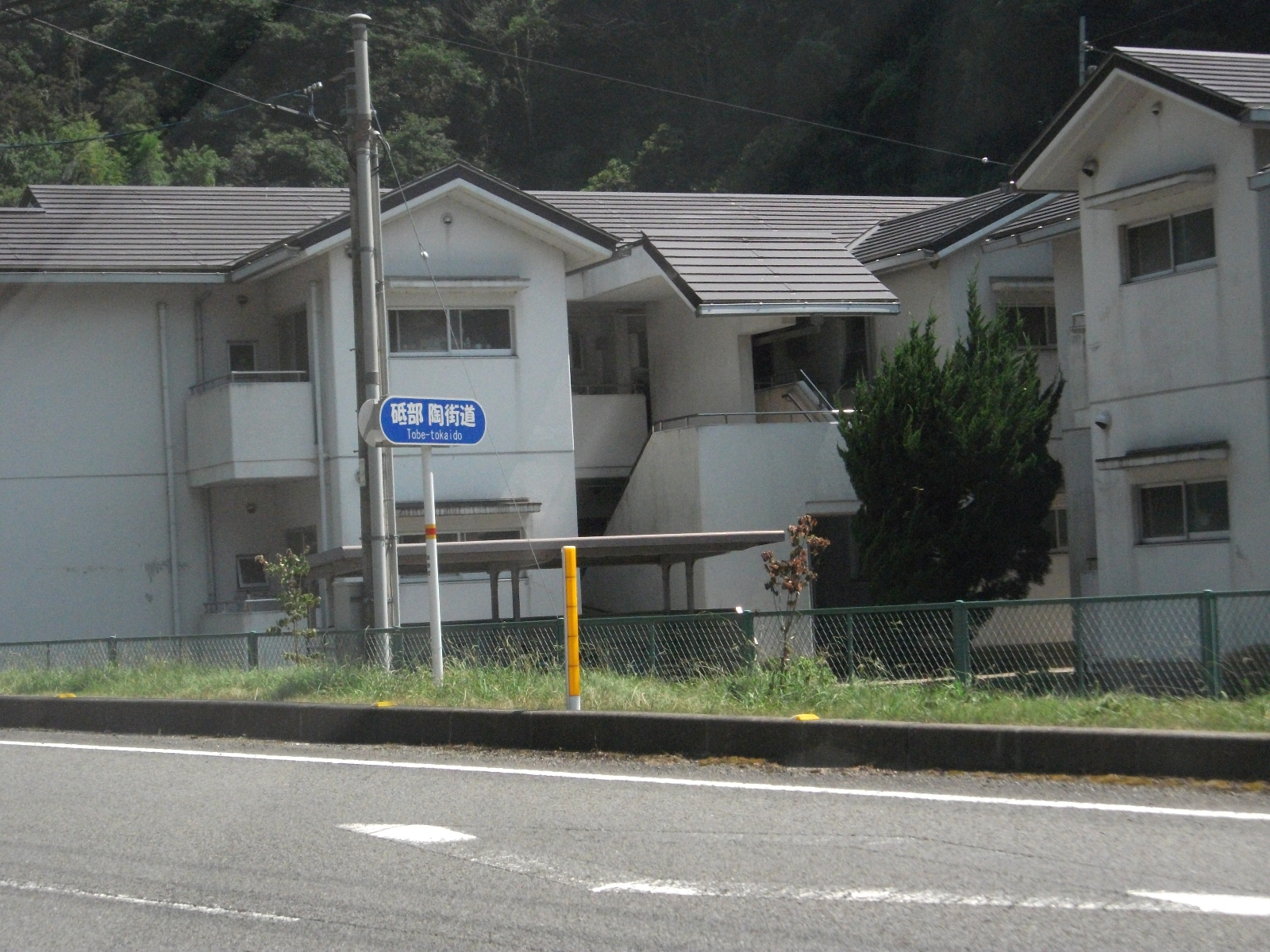
(県道の標識)

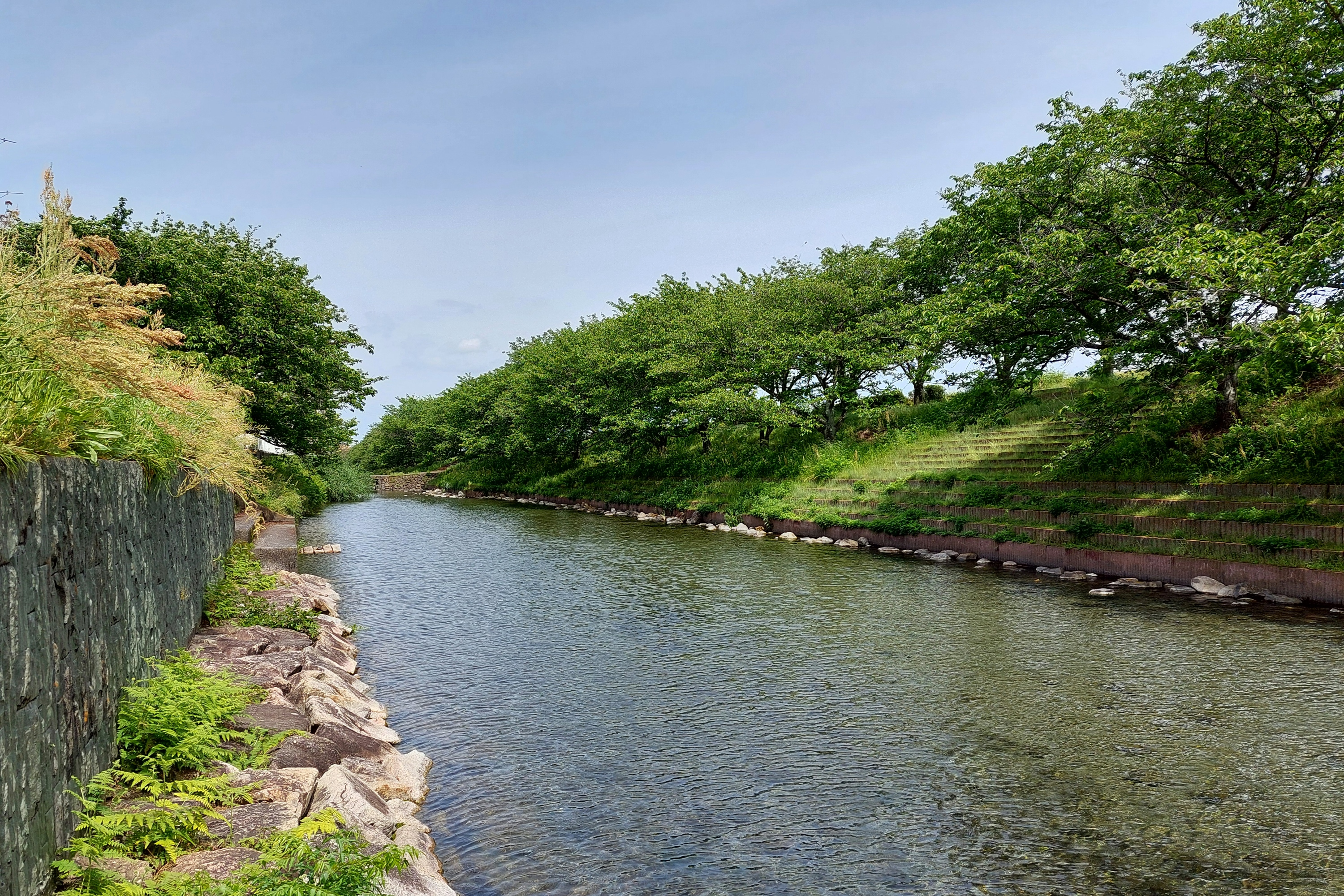
赤坂泉公園

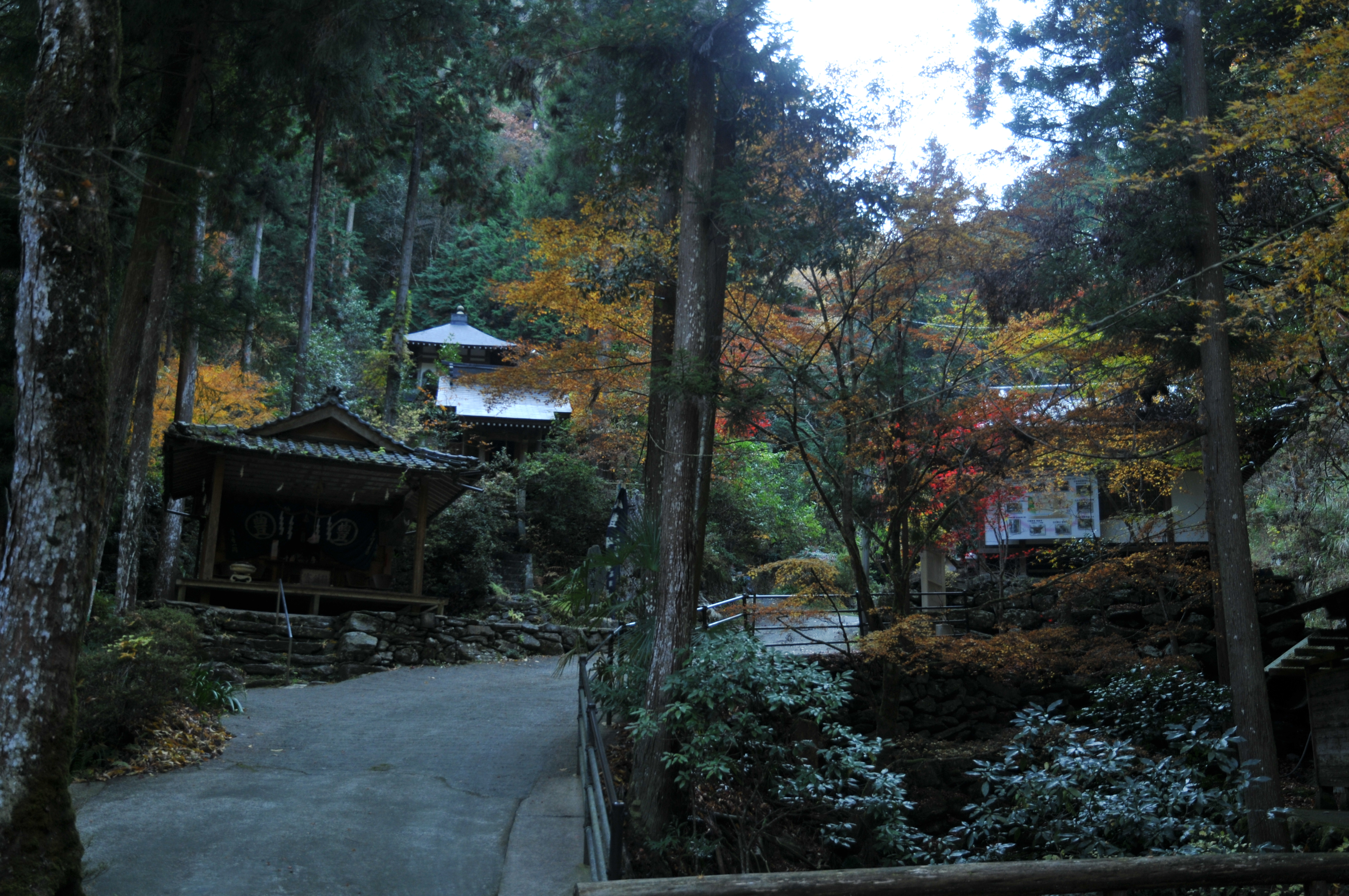
石鉄寺境内

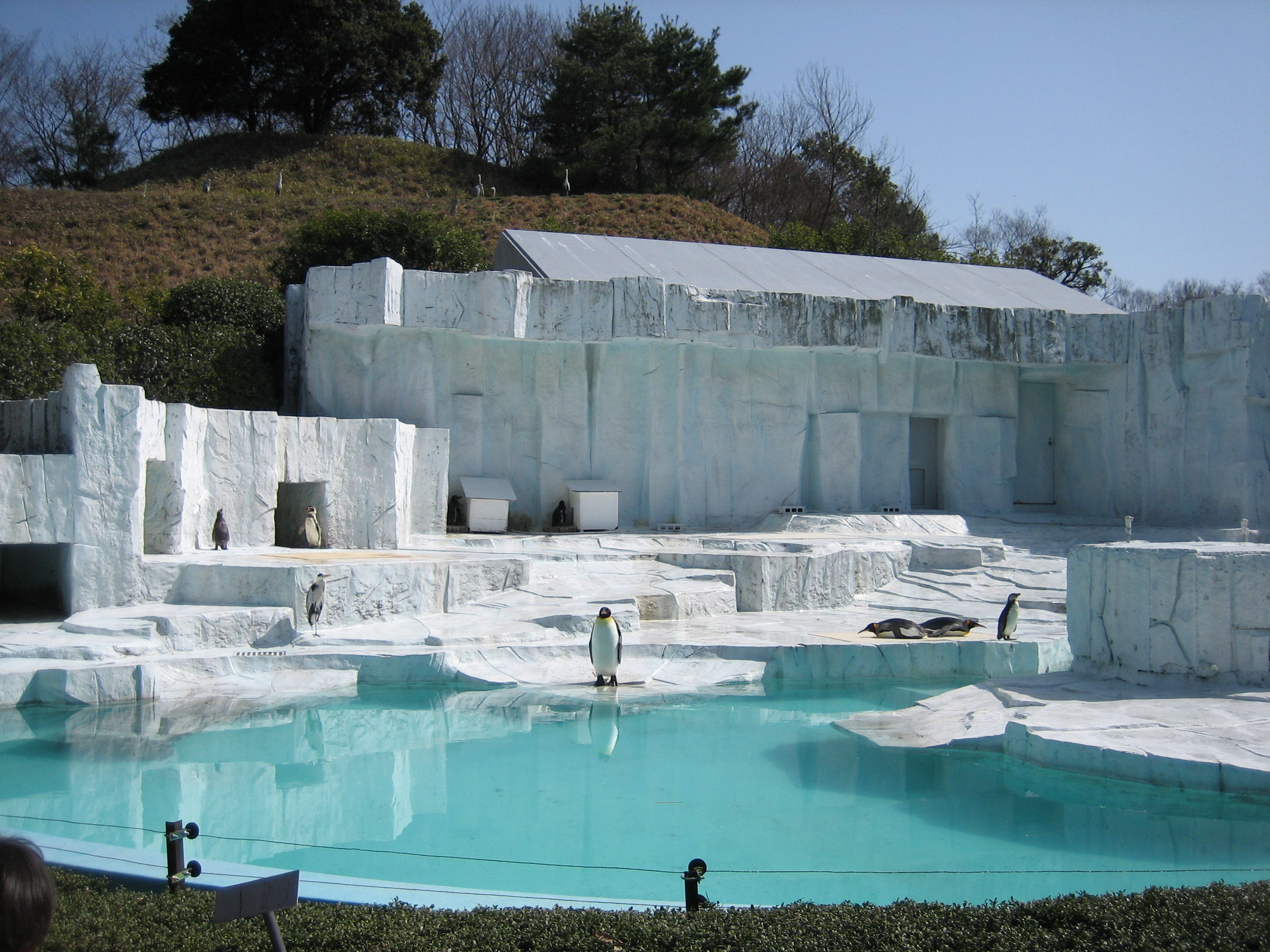
とべ動物園のペンギン広場

名所・旧跡・観光スポット
陶街道五十三次（とうかいどう-）
砥部町内の砥部焼にちなむ地点を53選定し、それらを街道における宿場町のごとくつなぎあわせ、一つの観光資源として広く集客を図ろうとする取組み。東海道五十三次にヒントを得て、語呂あわせしたもの。なお、「砥部陶街道」は商標登録されている（権利者：砥部町）。

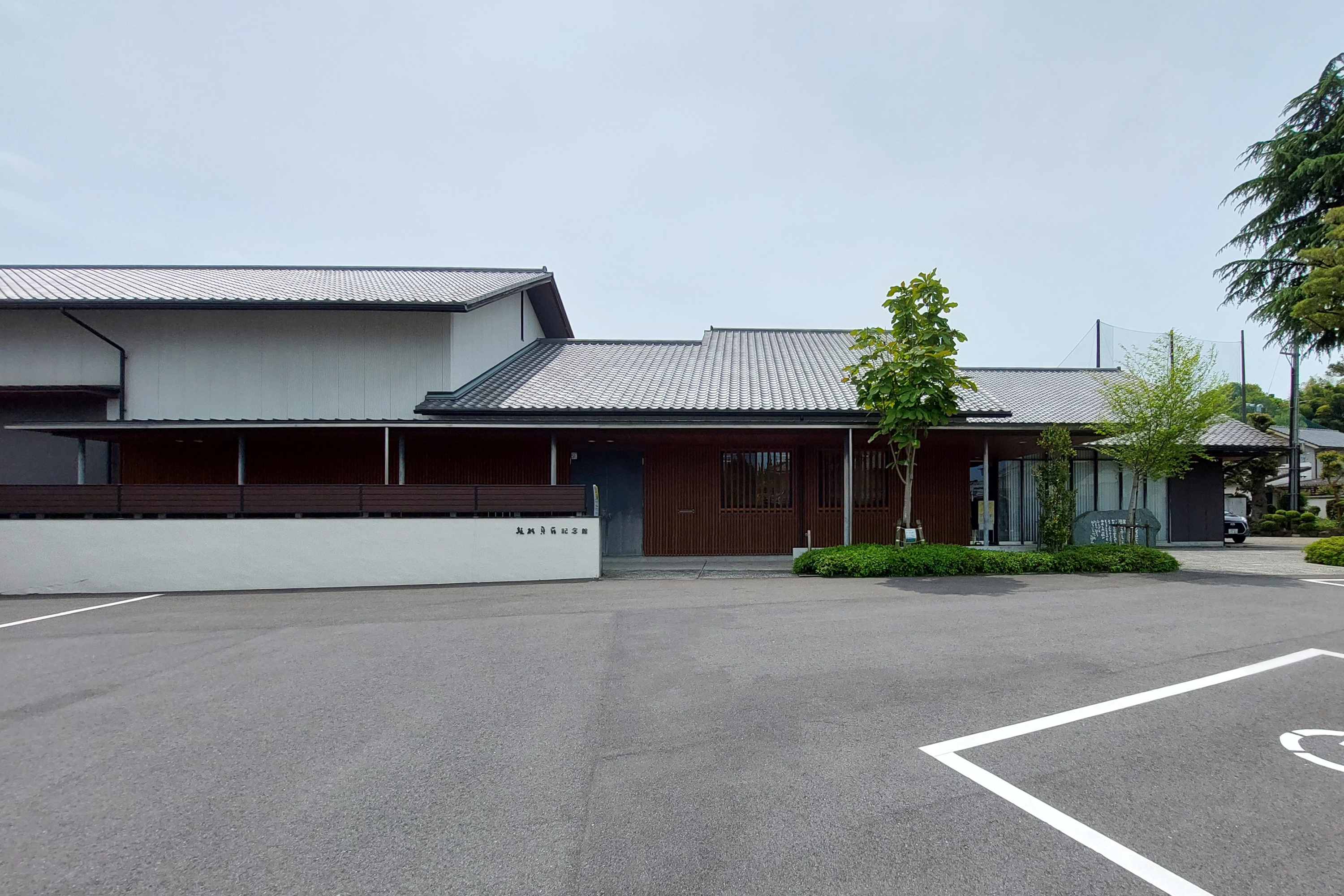
坂村真民記念館
愛媛県立とべ動物園
愛媛県総合運動公園
えひめこどもの城（児童厚生施設）
砥部衝上断層（中央構造線の露頭）
砥部焼伝統産業会館
陶芸創作館
陶板の道
とべ温泉湯砥里館（ゆとりかん）
砥石山公園
プラーナ（サレガ峠） ＜スキー場＞
銚子ダムキャンプ場
長曽池キャンプ場
権現荘（そうめん流し）
峡の館
神の森公園
農村工芸体験館
理正院（伊予十三仏霊場12番札所、新四国曼荼羅霊場47番札所）
大森彦七伝説の魔住ヶ窪
祭り・イベント
如月忌 - 2月、砥部町出身の井上正夫の功績を称える
七折梅まつり 2月下旬から3月上旬
ひろた山菜まつり - 4月下旬
砥部焼祭り - 4月第三土日曜日
ほたるまつり
とべアートの里・美と技の祭典
じねんじょまつり
日曜市
権現山お山開き
名産
砥部焼 - 愛媛県指定無形文化財（2005年〈平成17年〉12月27日指定）
農産物（みかん、七折小梅、しいたけ、高原野菜、自然薯、栗）
たらいうどん

## 著名な出身者

### 実業家
- 豊島吉博 - 元愛媛新聞社記者、元愛媛FC代表取締役社長

### 作家
- 大森研一 - 映画監督・映像作家・脚本家

### デザイナー
- 石本藤雄 - テキスタイルデザイナー。元マリメッコ社（フィンランド）のテキスタイルデザイナー

### ミュージシャン
- 酒井洋明 - ミュージシャン（12012ギタリスト）

### 芸能
- 石田剛太 - 俳優・ラジオパーソナリティ。劇団「ヨーロッパ企画」に所属
- 井上正夫 - 新劇の名優
- 栗田航兵 - OCTPATHのメンバー

### マスコミ
- 広瀬駿 - 毎日放送『ちちんぷいぷい』天気キャスター、気象予報士
- 古谷崇洋 - 砥部町長、元南海放送アナウンサー
- 山田修作 - 名古屋テレビ放送の気象予報士、元南日本放送アナウンサー